# Mir (Biélorussie)
Pour les articles homonymes, voir Mir.
Mir (en biélorusse : Мір ; en russe : Мир ; en polonais : Mir) est une commune urbaine de la voblast de Hrodna ou oblast de Grodno, en Biélorussie. Sa population s'élevait à 2 305 habitants en 2017.

## Géographie
Mir est située à 200 km à l'est de Hrodna ou Grodno, et à 100 km au sud-ouest de la capitale de la Biélorussie, Minsk. 

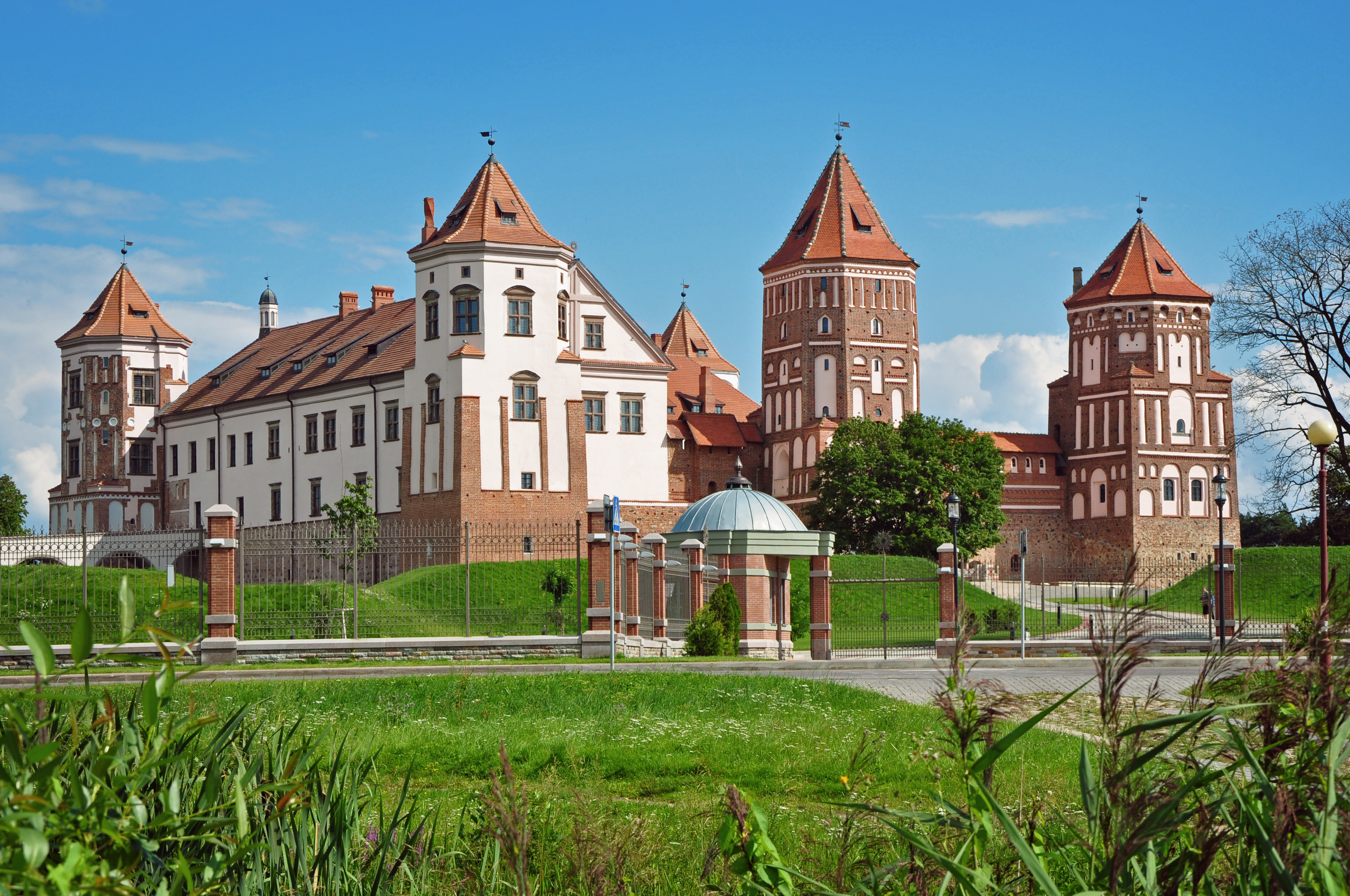
Château de Mir.

## Toponymie
Le mot « Mir » peut avoir différentes significations en langue russe, biélorusse ou polonaise : 
- le monde, l'univers ;
- la paix ;
- la communauté (sociale, humaine).

Il n'y a pas de certitudes à propos de l'origine de l'appellation de la petite ville. Soit elle fait référence à une communauté sociale, soit à un traité de paix qui y aurait été signé, soit à l'univers entier. Une quatrième  possibilité d'explication rattacherait ce mot à la racine tatare  « émir », dont il subsista longtemps des traces de présence malgré de leur écrasement par les croisés en 1395.

## Histoire
Le village de Mir fut fondé peu avant 1345. Un château y fut construit à la fin du Moyen Âge, ce qui fit de la ville le lieu de nombreuses attaques au cours des siècles. L'ensemble du château de Mir a été classé dans la liste du patrimoine mondial de l'UNESCO en 2000. Sa restauration est pratiquement arrivée à son terme en 2012. Il constitue un des hauts lieux du tourisme en Biélorussie avec le château de Niasvij tout proche, également classé par l'UNESCO dans la liste du patrimoine mondial.
Avant la Seconde Guerre mondiale, la présence juive était importante à Mir. En 1920-1921, 55 pour cent de la population de Mir était juive. Mir connut une certaine célébrité aux XIXe et XXe siècles, car elle abritait une yeshiva réputée, qui fonctionna par intermittence de 1815 jusqu'à l'invasion de la Pologne par l'Allemagne nazie en 1939. Avec le Tarbut qui existait également dans la ville, elle fut pourtant avant la Seconde Guerre mondiale un centre renommé de la spiritualité juive, avant d'être décimée.
Mir vit de la petite industrie et du tourisme lié au château. Elle compte environ 2 500 habitants, mais dont aucune donnée chiffrée sur une  actuelle présence juive n'est connue actuellement.
Plusieurs monuments ont été érigés par les autorités soviétiques et plusieurs associations juives après la Seconde Guerre mondiale en mémoire des 719 Juifs exterminés dans le ghetto de Mir détruit en août 1942.

## Population
Recensements (*) ou estimations de la population  :
| 1830  | 1897* | 1936  | 1959* | 1970* | 1979* |
| ----- | ----- | ----- | ----- | ----- | ----- |
| 1 664 | 5 401 | 6 000 | 2 732 | 2 595 | 2 482 |

| 1989* | 2009* | 2014  | 2015  | 2016  | 2017  |
| ----- | ----- | ----- | ----- | ----- | ----- |
| 2 500 | 2 310 | 2 294 | 2 237 | 2 250 | 2 305 |

## Sources
- (en) Cet article est partiellement ou en totalité issu de l’article de Wikipédia en anglais intitulé « Mir, Belarus » (voir la liste des auteurs).

## Galerie

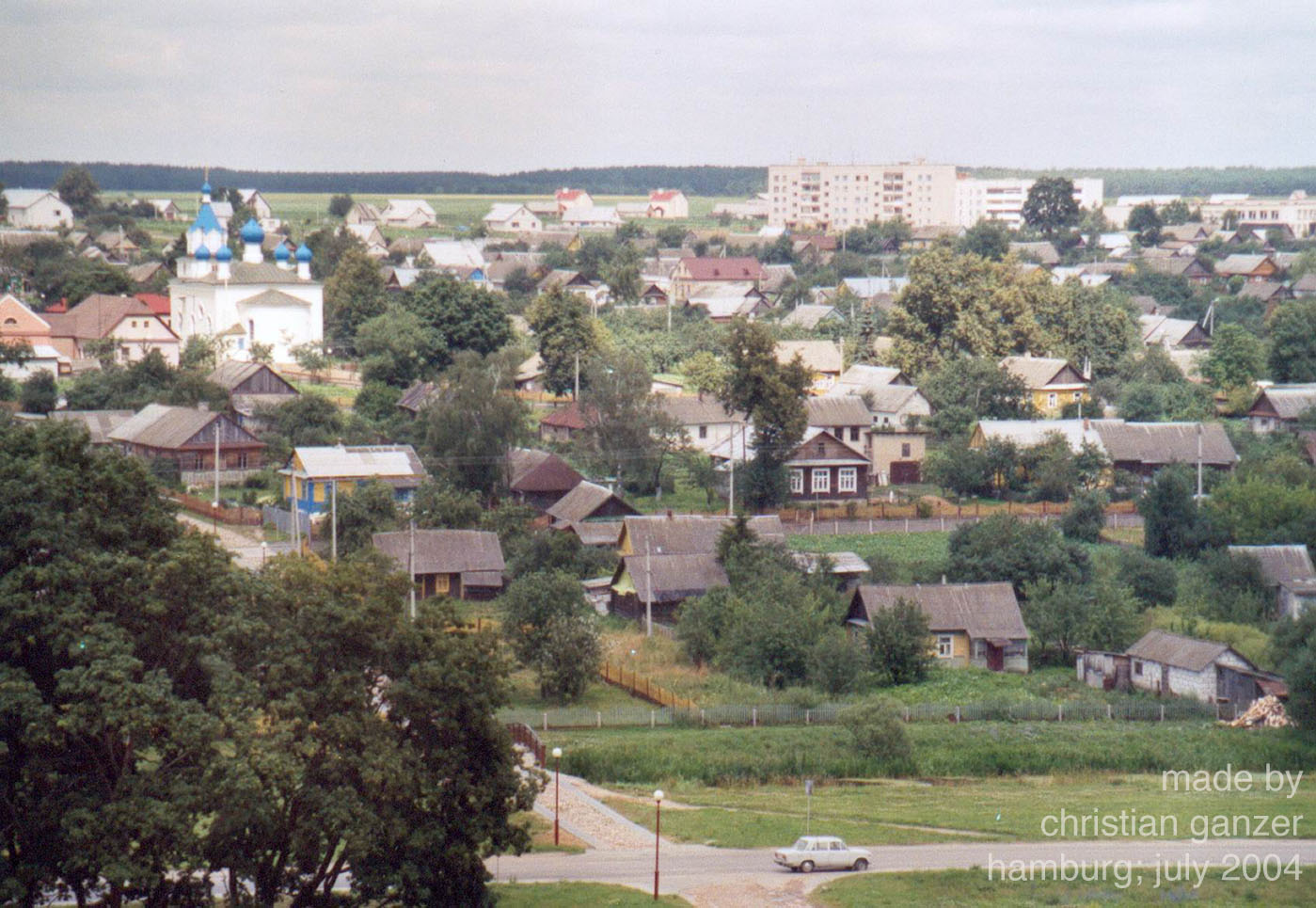
Aperçu de Mir, depuis le château
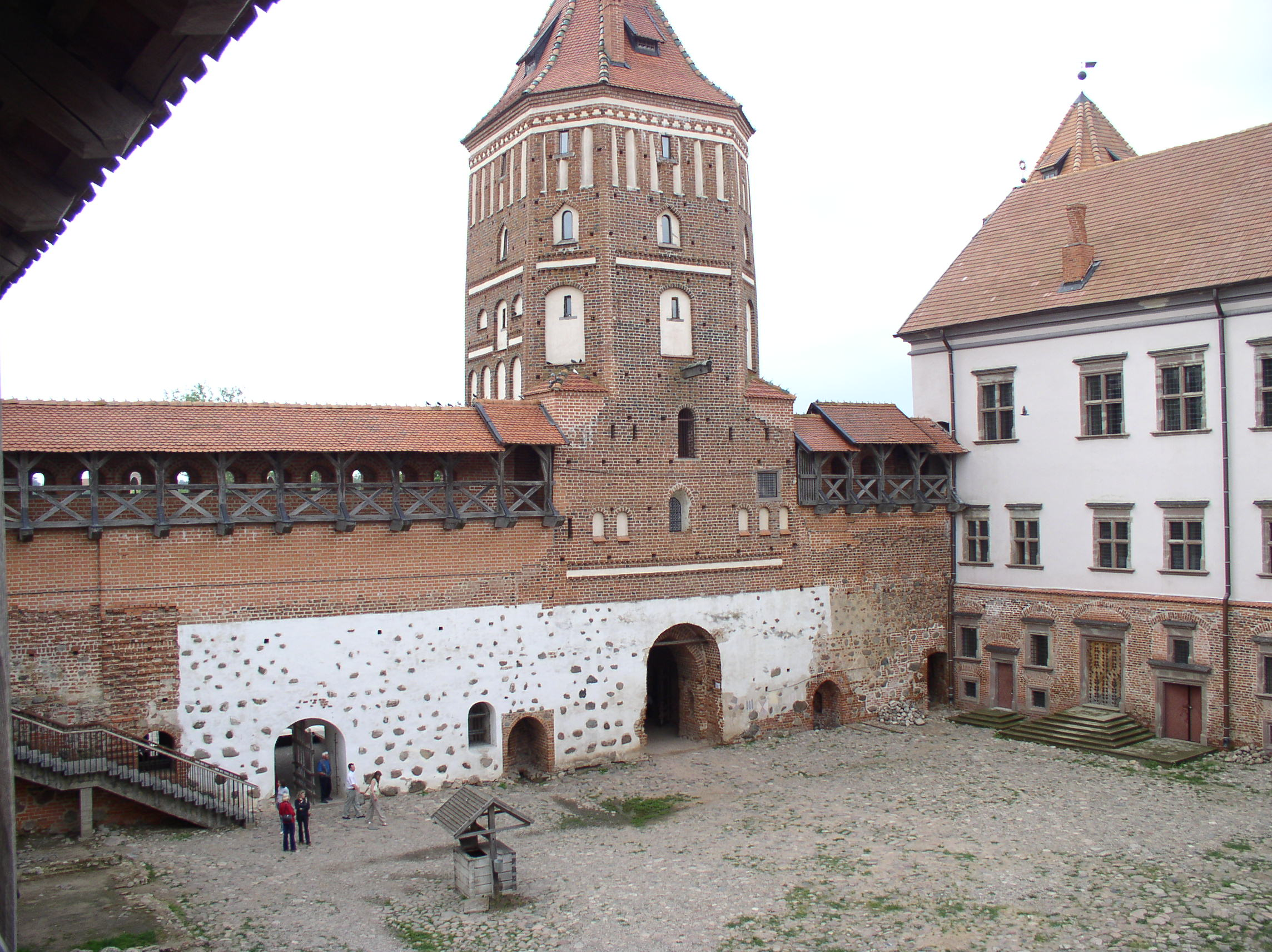
La cour intérieure du château.
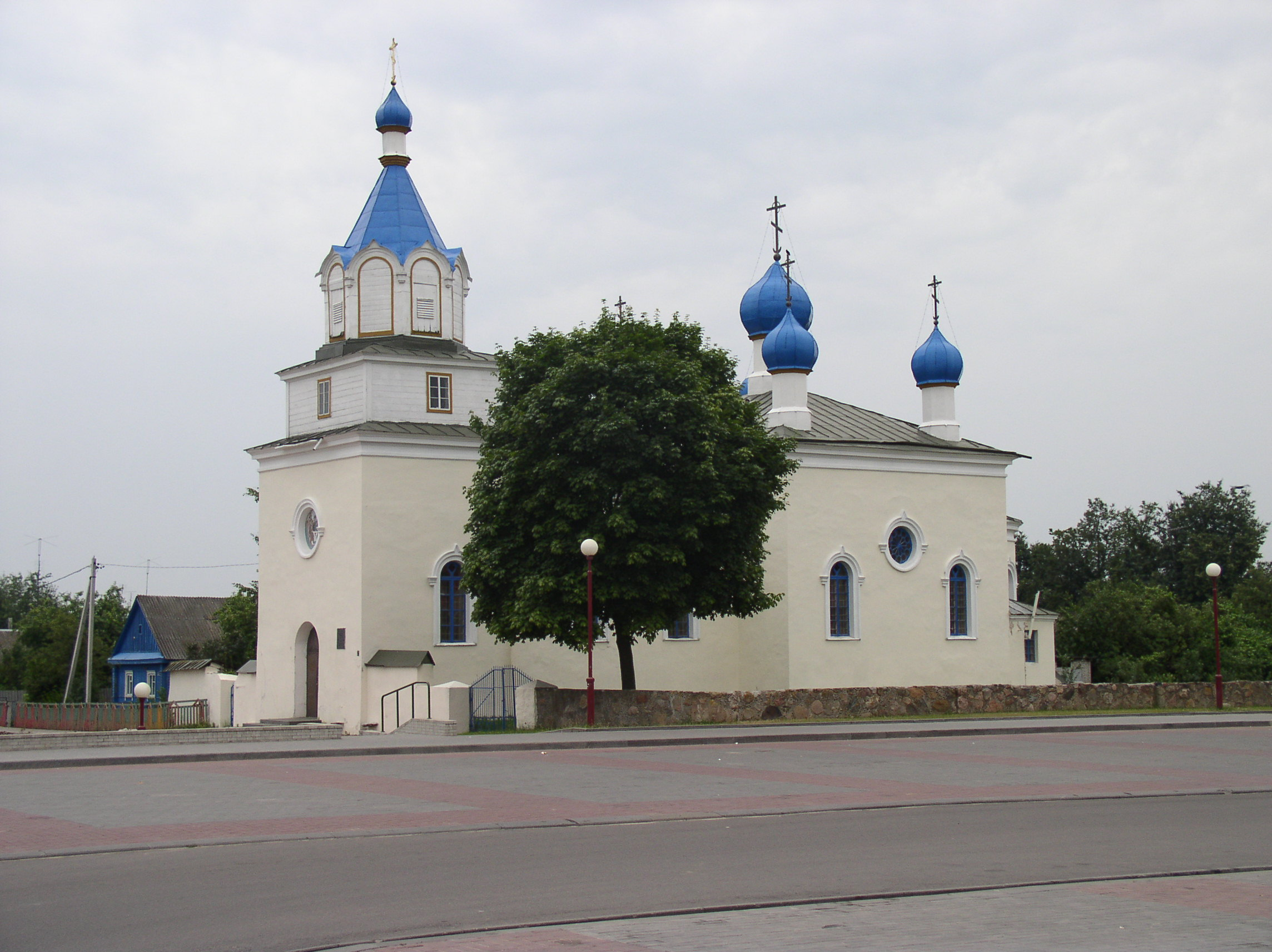
Église de la Sainte-Trinité.
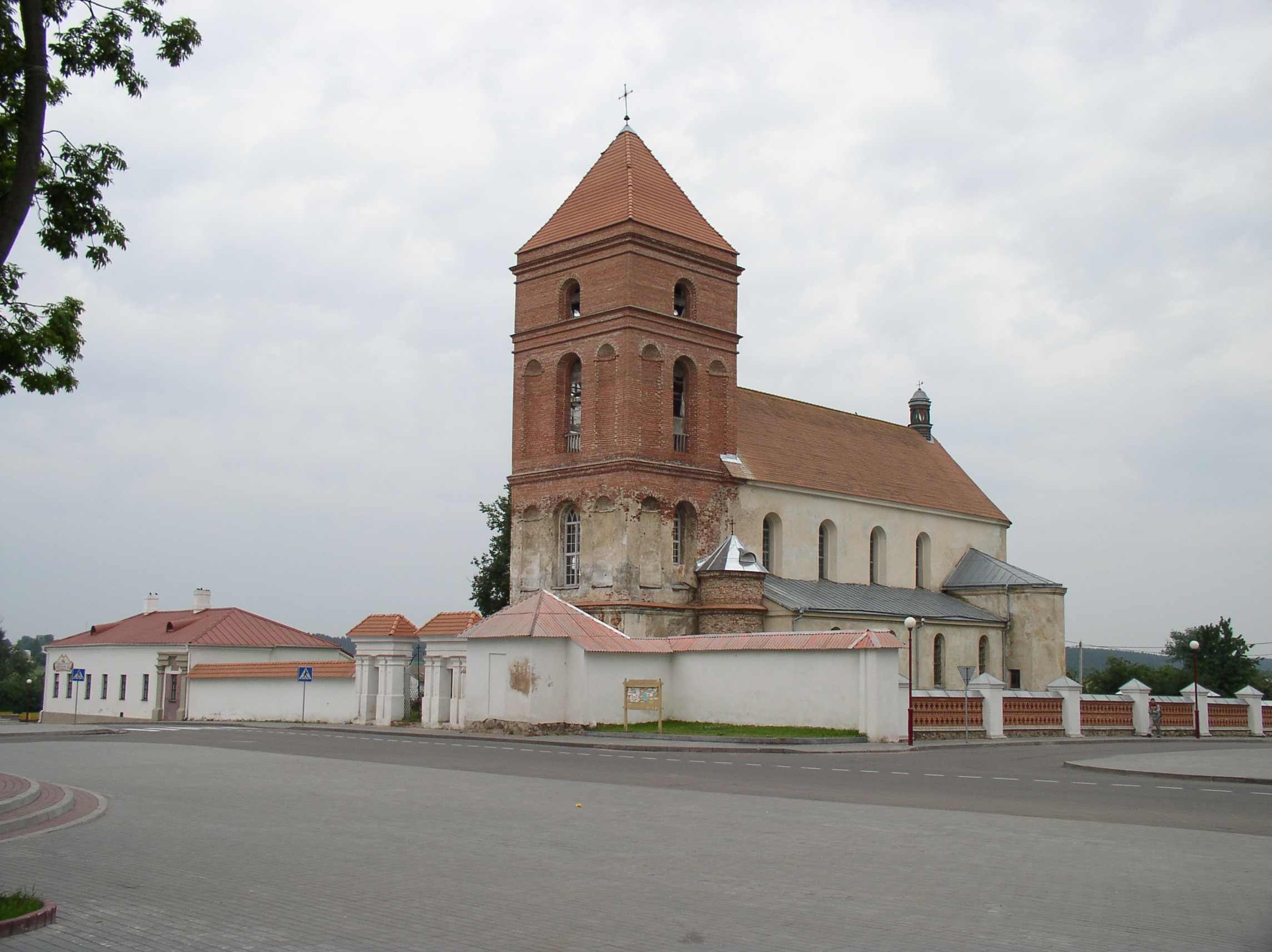
Église de l'évêque Nicolas.
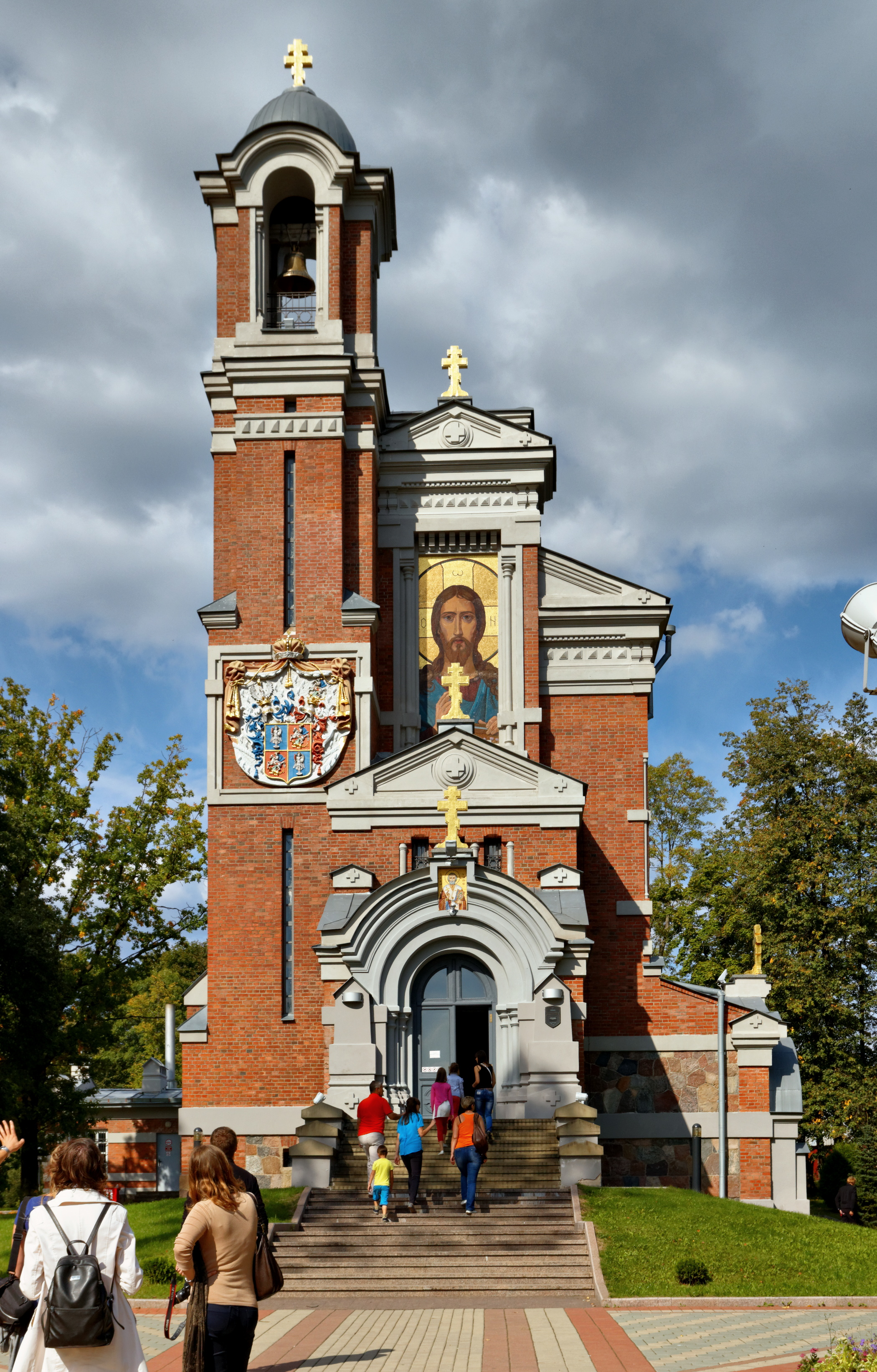
Chapelle de la famille Sviatopolk-Mirski.
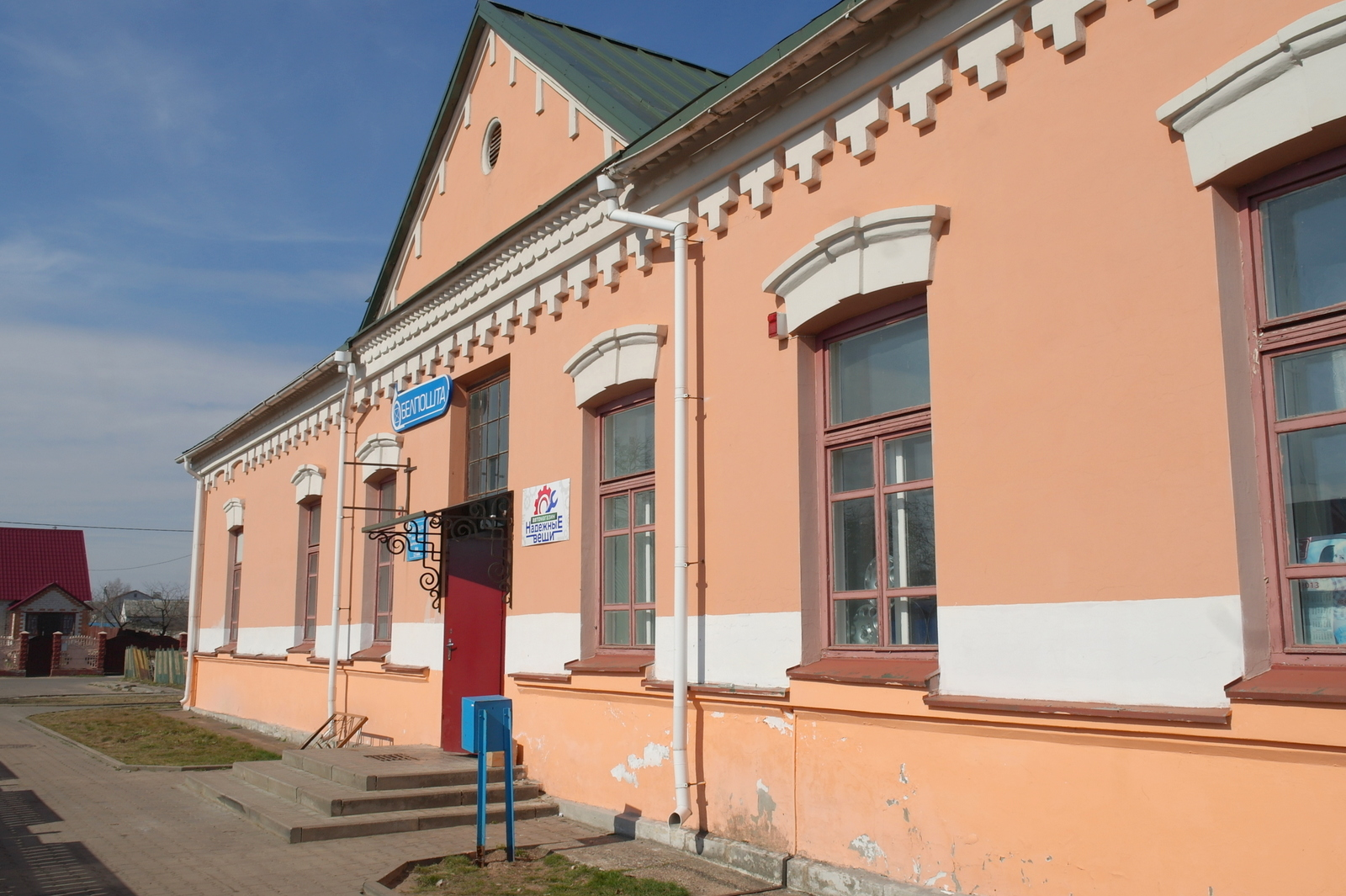
Yeshiva de Mir, construite en 1847, aujourd'hui bureau de poste et boutique.